# مورقة الجلشان

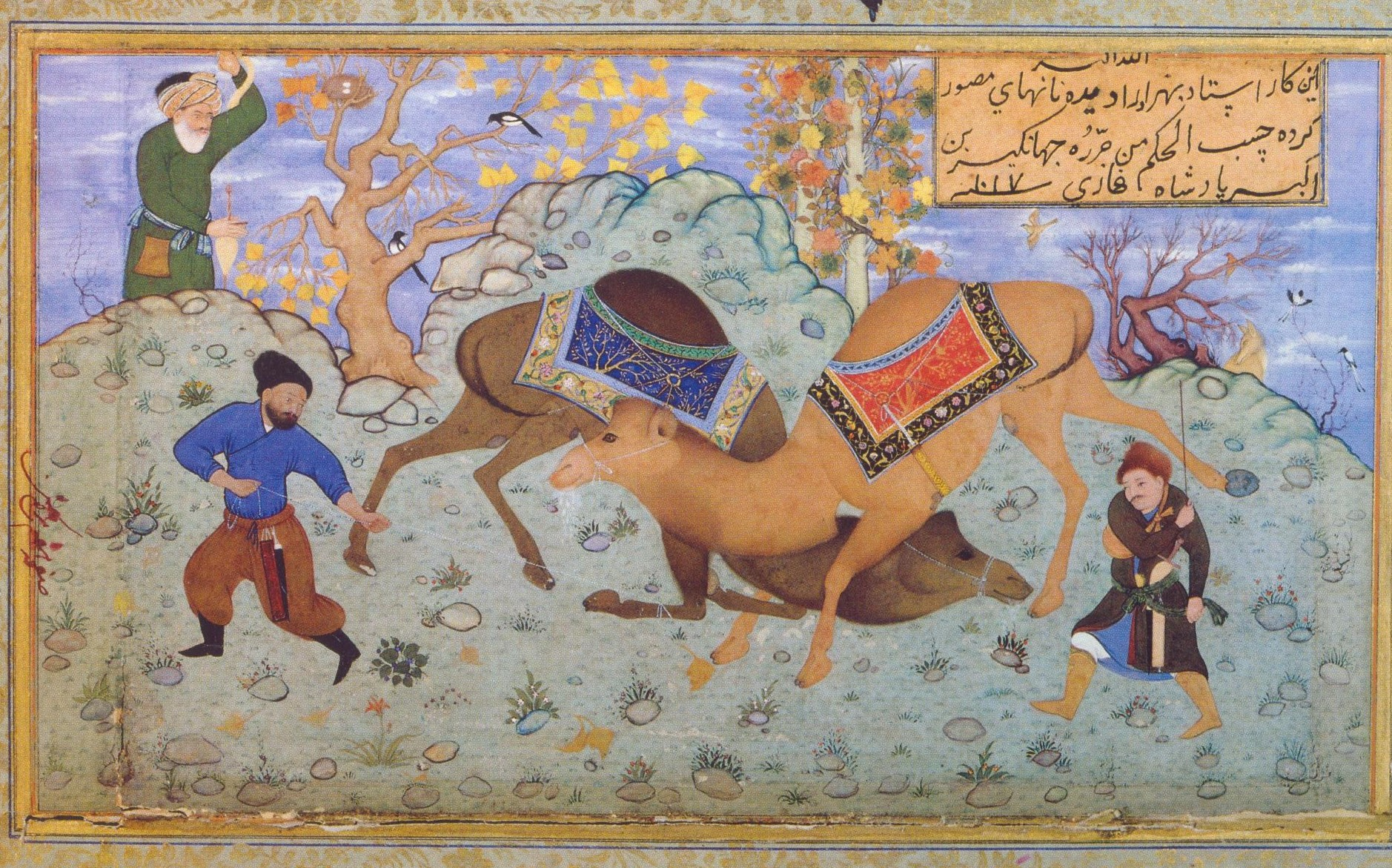
معركة الجمل، نُقشت كنسخة من ناهنا لعمل "المعلم" بهزاد. موجودة اليوم في مكتبة قصر جولستان.

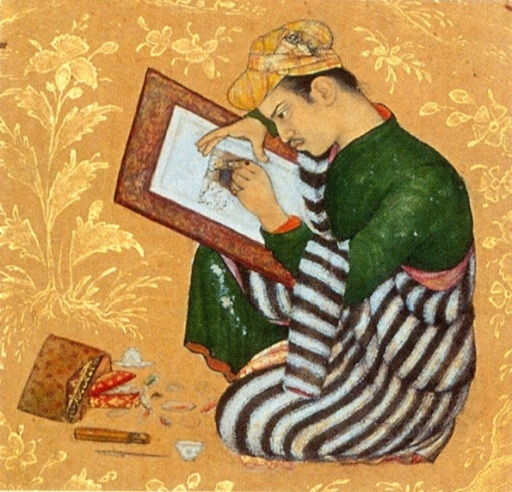
صورة الفنان أبو الحسن بريشة الفنان دولت ، ق. 1605–9. مكتبة قصر جولستان.

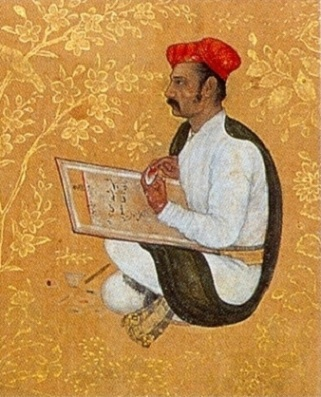
صورة لبيشان داس بريشة دولات، ق. 1605–9. مكتبة قصر جولستان.

مورقة الجلشان (ألبوم جولشان) هو ألبوم انتقائي (مورقة أو مرقعة) من اللوحات المصغرة والرسومات والخطوط والنقوش لفنانين من الهنود المتفرسين والدكانيين والأتراك والأوروبيين.
تم تجميع الألبوم في أوائل القرن السابع عشر الميلادي (القرن الحادي عشر الهجري) في سلطنة الهند المغولية على يد الأمير سليم (لاحقًا الإمبراطور جهانجير) كمصدر للحكمة والمتعة. معظم مخطوطاته الباقية موجودة في مكتبة قصر جولستان، بطهران.

## المنشأ
وقد اقتُرح، على ما يبدو دون وجود أدلة جيدة، أن ألبوم جولشان قد حصل عليه نادر شاه أفشار أثناء غزوه للهند وأخذه معه إلى بلاد فارس في عام 1741.
لا يزال جوهر ألبوم جولشان (92 ورقة) موجودًا في مكتبة قصر جولستان في طهران (رقم 1663)، ولكن أُزيل العديد من الورقات وهي الآن متناثرة عبر المعارض الفنية والمجموعات الخاصة في جميع أنحاء العالم. حُصل على مجموعة من حوالي 25 ورقة في بلاد فارس على يد هاينريش كارل بروجش في عامي 1860-1861 وأصبحت تُعرف باسم ألبوم برلين؛ وهي الآن موجودة في مكتبة الدولة ببريل للثقافة البروسية.
تحتوي الألبومات الموجودة في طهران وبرلين الآن على أوراق من ألبوم مغولي آخر مشابه جدًا، وهو "مورقة الجلستان" (مكتبة قصر جلستان، رقم 1664). يُذكر أن ألبومي جلشان وجلستان كانا ملكًا لشاه ناصر الدين شاه قاجار عندما كان لا يزال وليًا للعهد في تبريز، قبل اعتلائه عرش الشمس في عام 1848.

## التاريخ
كان ألبوم جلشان مشروعًا مبكرًا للإمبراطور المغولي المثقف جهانجير (حكم. 1605–1627). استنادًا إلى النقوش الداخلية، من المحتمل أن يكون التجميع قد بدأ حوالي عام 1599، بينما كان جهانجير لا يزال الأمير سليم، حاكم الله أباد وابن الإمبراطور المسن أكبر، واستمر حتى حوالي عام 1609. تم تجميع المجلدات الموجودة الآن في ألبوم برلين في وقت لاحق، ق. 1608– ق. 1619.
من المرجح أن الألبومات الإمبراطورية كانت مخصصة للعرض والمناقشة من الشاه وضيوفه المتعلمين في بعض الأمسيات الفكرية، مثل تلك التي أقيمت في أواخر عهد جهانجير في لاهور، والتي وصفها الشاعر الفارسي الزائر المعروف باسم المطربي. وقد يكون من الممكن أيضًا الاستمتاع بالصور والقصائد في حفلات المتعة التي أقيمت داخل القصور الملكية.

## المحتويات
يتكون المجلد من صفحات متقابلة من الخط الفارسي بالتناوب مع صفحات من الرسوم التوضيحية. تحتوي الصفحات المصورة على هوامش زخرفية تصور عادةً إما مناظر طبيعية مع طيور ومشاهد مطاردة أو أنواع مختلفة من الزخارف المجردة والتصاميم النباتية، في حين تتضمن هوامش الصفحات الخطية غالبًا أشكالًا بشرية (بما في ذلك بعض الصور المصغرة) وأشياء.
جُلبَت بعض الأوراق إلى سلطنة الهند المغولية على يد فنانين فارسيين انتقلوا إلى هناك في القرن السادس عشر، وأُنتجَ البعض الآخر على يد رسامي البلاط المحليين. وكان هناك أيضًا بعض إعادة تدوير الصور من المخطوطات القديمة غير المكتملة لأعمال شهيرة مثل الشاهنامة لفردوسي، والمخمسة لنظامي، والظفرنامه [الإنجليزية] لشرف الدين علي اليزدي.

### الفنانون الفارسيون
- كمال الدين بهزاد
- ميرزا علي
- آقا رضا
- آقا ميراك
- عبد الصمد الشيرازي
- مير سيد علي.

### فنانين المغول
- نانها [الإنجليزية]
- دولت [الإنجليزية]
- مانوهار داس [الإنجليزية]
- باسوان [الإنجليزية]
- الأستاذ منصور [الإنجليزية].

## المقتنيات
- متحف مقاطعة لوس أنجلوس للفنون
- معرض نيلسون-متحف أتكينز (مدينة كانساس سيتي)،
- مجموعة إدوين بيني الثالث (متحف سان دييغو للفنون [الإنجليزية])،
- متحف فوج للفنون (جامعة هارفارد)،
- متحف سانت لويس للفنون
- متحف الفنون الجميلة (بوسطن)،
- معرض فرير للفنون (واشنطن العاصمة)،
- متحف غيميه [الإنجليزية] (باريس)،
- مجموعة أوتو سون-ريثيل [الإنجليزية] (دوسلدورف)،
- متحف نابرستيك [الإنجليزية] (براغ)،
- صندوق الفن والتاريخ (هيوستن، تكساس).

## فهرس
- Atil، Esin (1978). The Brush of the Masters: Drawings from Iran and India. Washington, D.C.: Freer Gallery of Art. ص. 100–1.
- Beach، Milo Cleveland (1965). "The Gulshan Album and Its European Sources". Bulletin of the Museum of Fine Arts. ج. 63 ع. 332: 63–91. مؤرشف من الأصل في 2023-12-13.
- Beach، Milo Cleveland (1978). The Grand Mogul: Imperial Painting in India, 1600–1660. United States of America: Sterling and Francine Clark Art Institute. ص. 24, 26, 43ff, 51, 74, 86, 92–4, 108, 110, 113, 116, 130, 131, 135, 140, 150, 183, 184, figs. 4, 8–10.
- Beach، Milo C.؛ Thackston، Wheeler M. (2016). "The Gulshan Album: Reading the Marginal Figures". Artibus Asiae. ج. 76 ع. 1: 5–36. مؤرشف من الأصل في 2023-12-13.
- Das، Asok Kumar (2012). Wonders of Nature: Ustad Mansur at the Mughal Court. Mumbai: The Marg Foundation. ص. 21, 23, 25, 30, 51, 54, 58, 61, 65, 69, 71, 72, 73–6, 78, 80, 83, 84, 94, 118, 126, 127, 139, 142, 143, 144, 148.
- Eslami, Kambiz (14 Feb 2012) [15 December 2001]. "Golšan Album". GOLŠAN ALBUM. الموسوعة الإيرانية (بالإنجليزية الأمريكية) (online ed.). Vol. 11. pp. 104–8. Archived from the original on 2025-01-22. Retrieved 2025-04-18.
- Kühnel، Ernst؛ Goetz، Hermann (1926) [1924]. Indische Buchmalereien aus dem Jahangir-Album der Staatsbibliothek zu Berlin [Indian Book Painting from Jahangir’s Album in the State Library in Berlin]. London and Berlin.{{استشهاد بكتاب}}:  صيانة الاستشهاد: مكان بدون ناشر (link)
- Marshall، D. N. (1967). Mughals in India: A Bibliographical Survey. Bombay: Asia Publishing House. ص. 362–517.
- Welch، Stuart Cary؛ Schimmel، Annemarie؛ Swietochowski، Marie L.؛ Thackston، Wheeler M. (1987). The Emperors' Album: Images of Mughal India. New York: The Metropolitan Museum of Art. ص. 23–4, 26, 45–6, 136, 185, 296, 299.